# Garagem Passos Manuel
A Garagem Passos Manuel é um edifício construído em estilo Art Deco situado na Rua de Passos Manuel, na Baixa da cidade do Porto, Portugal.

## História
Foi projetado pelo arquiteto Mário Abreu, escolhido em concurso. O processo de licenciamento foi iniciado em Setembro de 1937 e o seu deferimento data de 25 de Novembro do mesmo ano. O processo de construção teve início em 1938 e o edifício foi inaugurado em Março de 1939, pouco mais de um ano depois. Localização O terreno situado nos entre os números 172 e 178 da Rua de Passos Manuel foi adquirido por Elisa Chambers Marques (Porto 1880 – 1961) e Maria Amélia Chambers Sousa (Porto 1907-1966) promotoras da obra, com capital proveniente do Brasil. O lote mantinha à data fachada murada com altura do r/c, e albergava diversas atividades lúdicas, entre as quais espetáculos de Circo. O impulsionador do projeto foi Bento de Sousa Amorim (Vila do Conde 1897-1982), empresário e político, primo de Elisa Chambers Marques e, a partir de 1938, marido de Maria Amélia Chambers de Sousa que constituiu a sociedade arrendatária e exploradora - Amorim Brito e Sardinha Lda com mais dois sócios, Arnaldo Moreira da Rocha Brito (1880 -1969) e António Sardinha, ambos empresários ligados ao ramo automóvel. O edifício permanece propriedade de Inês Maria Chambers de Sousa Amorim (Porto 1946-), filha do casal e é, desde Abril de 2023, explorado pela empresa GPM174 Lda. 

## Arquitetura
Pensado inicialmente com 4 pisos, o projeto foi objeto de um aditamento já em fase de construção, que o ampliou em altura com a adição de um piso de garagem, e um piso de habitação. O programa à data da inauguração incluía uma zona comercial no piso térreo, com stand envidraçado na fachada principal, barbearia, loja de tabacos, aperitivos, engraxadores ladeando uma ampla área de lubrificação especializada e lavagem de viaturas. Este piso era iluminado por grandes claraboias e janelas e profusamente decorado com revestimentos cerâmicos e metais cromados. No piso 1, mais modestamente decorado, estava localizado o salão de viaturas usadas. O piso 2 era destinado a recolhas e o piso 3 a reparações mecânicas, chapeiro e estofador. No piso 4 encontrava-se um complexo de escritórios, onde laboravam, entre outros, a firma exploradora Amorim Brito e Sardinha Lda., o gabinete de arquitetura de Mário Abreu e a fábrica de cosméticos Bento amorim e Cª. No último piso instalou-se a residência do gerente do edifício, encimado ainda por uma torre miradouro. 

## Presente
O edifício mantém hoje a funcionalidade de estacionamento e recolha nos pisos 0 a 3. Nos piso 4 e 5 opera o projeto cultural Maus Hábitos, que engloba a Associação Cultural Saco Azul, e o restaurante Vícios de Mesa. O espaço, fundado em 2002 por Daniel Pires, alberga restaurante, bar, galeria de arte, sala de espetáculos e clubbing, mantendo uma filial na cidade de Vila Real. O edifício está em vias de ser totalmente reabilitado. A obra de reabilitação está em preparação desde 2021 e deverá ter início em 2024. O projeto de arquitetura é da autoria do gabinete Nuno Valentim - Arquitetura e Reabilitação e a vertente de engenharia do gabinete Prof. Eng. Vasco Peixoto de Freitas.
References
Sampaio, Maria da Luz, Vale, Clara Pimenta do: "The Garage Building: An Answer to the New Automobile Mobility in Porto During the Decade of 1930" in "Tradition and Inovation" edited by Monteiro, Maria do Rosáio and Kong, Mário S. Ming; CRC Press, Taylor & Francis Group 2021
Leal, Carolina: "A Obra de Mário Abreu. uma aproximação." Tese de Mestrado Integrado de Arquitetura, Faculdade de Arquitetura da Universidade do Porto, 2012. https://sigarra.up.pt/spup/pt/pub_geral.pub_view?pi_pub_base_id=541660
"Garagem Passos Manuel nos 174 a 178 da rua com o mesmo nome Porto", Edit. Pathos Bravos, 2023 https://pathosbravos.pt/
http://www.monumentos.gov.pt/Site/APP_PagesUser/SIPA.aspx?id=23935
https://portocanal.sapo.pt/um_video/9hgt8mwYZjfiSgjIZK42